# Grote bonte specht
De grote bonte specht (Dendrocopos major) is een vogel uit de familie van de spechten (Picidae). Het is een talrijke en wijdverbreide standvogel in een groot deel van het Palearctisch gebied. Hier broedt hij in bossen en allerlei cultuurlandschappen. De grote bonte specht zoekt zijn voedsel in vrijwel alle vegetatielagen. In de zomer voedt hij zich voornamelijk met insecten en andere ongewervelden, in de winter vooral met plantaardig voedsel, zoals zaden van naaldbomen.

## Veldkenmerken
Anders dan zijn naam doet vermoeden is de grote bonte specht een relatief kleine spechtensoort. Een volwassen exemplaar is doorgaans 20 tot 24 centimeter groot en weegt 60 tot 110 gram. De vleugelspanwijdte bedraagt 34 tot 39 centimeter.

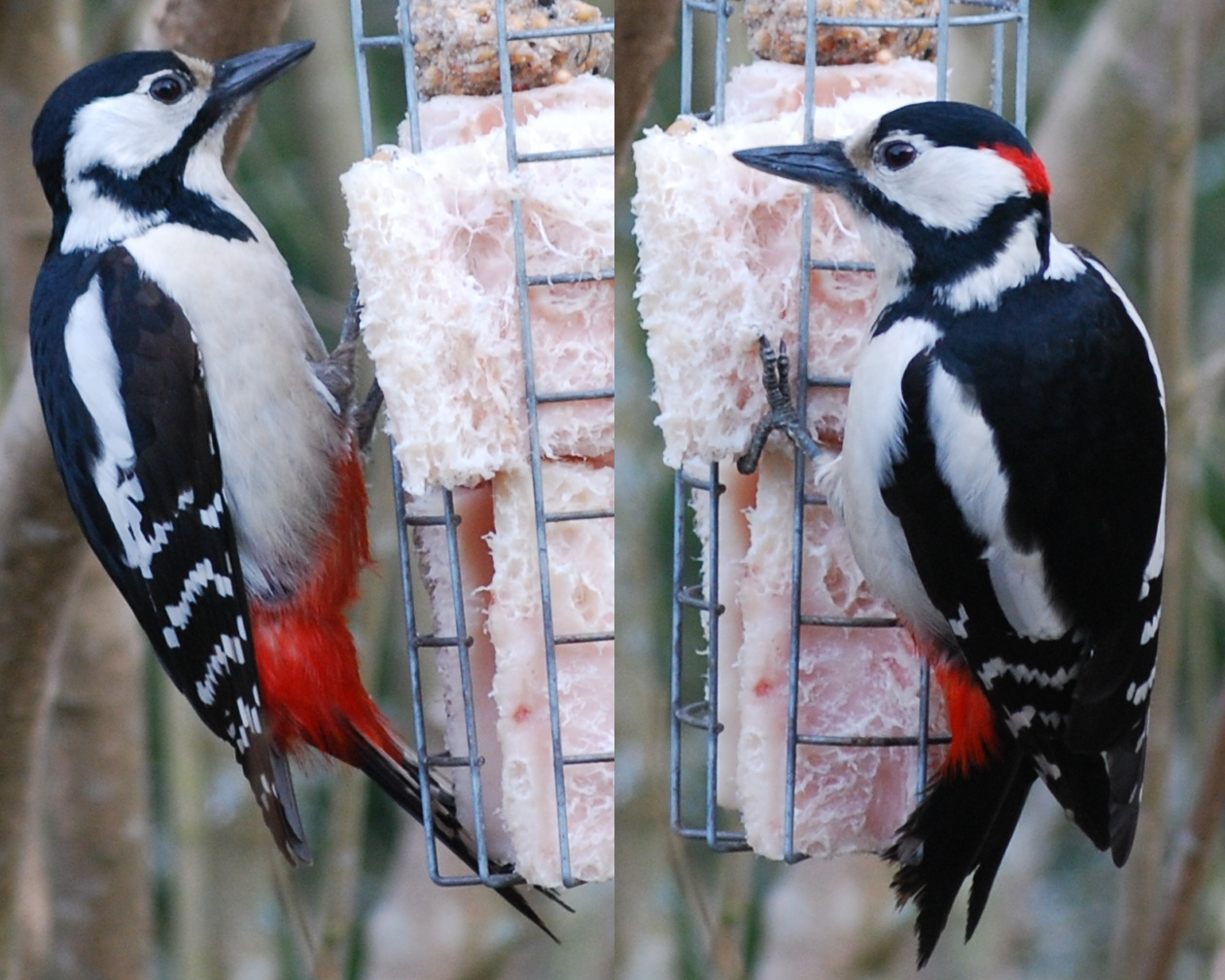
Het vrouwtje (links) heeft in tegenstelling tot het mannetje (rechts) geen rode nekvlek

Het verenkleed is aan de bovenzijde overwegend zwart en aan de onderzijde wit, met uitzondering van de rode anaalstreek. Enkele ondersoorten hebben ook wat rood op de borst. De vleugels hebben aan de bovenzijde grote, ovaalvormige witte schoudervlekken. De slagpennen hebben vijf of zes witte vlekken die zodanig zijn gerangschikt dat ze witte banden op de vleugels vormen. De drie paar buitenste staartveren zijn gebandeerd en duidelijk te zien wanneer de staart is gespreid. Net als bij de meeste spechten zijn de staartveren stug en dienen ze als extra ondersteuning tijdens het klimmen. De kop is overwegend wit op de zijkanten en de keel. Vanaf de snavel loopt de zwarte baardstreep door in een grillige Z-vormige zwarte vlek, die naar beneden naar de borst en naar achter tot in de nek loopt. Het voorhoofd en het gedeelte rond de ogen is wit, de kruin is zwart. Net als de meeste Europese spechten is de grote bonte specht seksueel dimorf en zijn de geslachten voornamelijk te herkennen aan de koptekening. Het mannetje heeft een rode vlek in de nek, terwijl het vrouwtje een geheel zwarte kruin heeft.
De iris is roodbruin gekleurd. De snavel is grijs en heeft fijne veren rond de neusgaten, om het inademen van fijn zaagsel te voorkomen. De tenen met krachtige klauwen zijn als bij veel spechten zygodactyl geplaatst: twee tenen staan naar voren en twee naar achteren gericht. De grijze huid op de poten is opmerkelijk dik, als bescherming tegen insectenbeten.

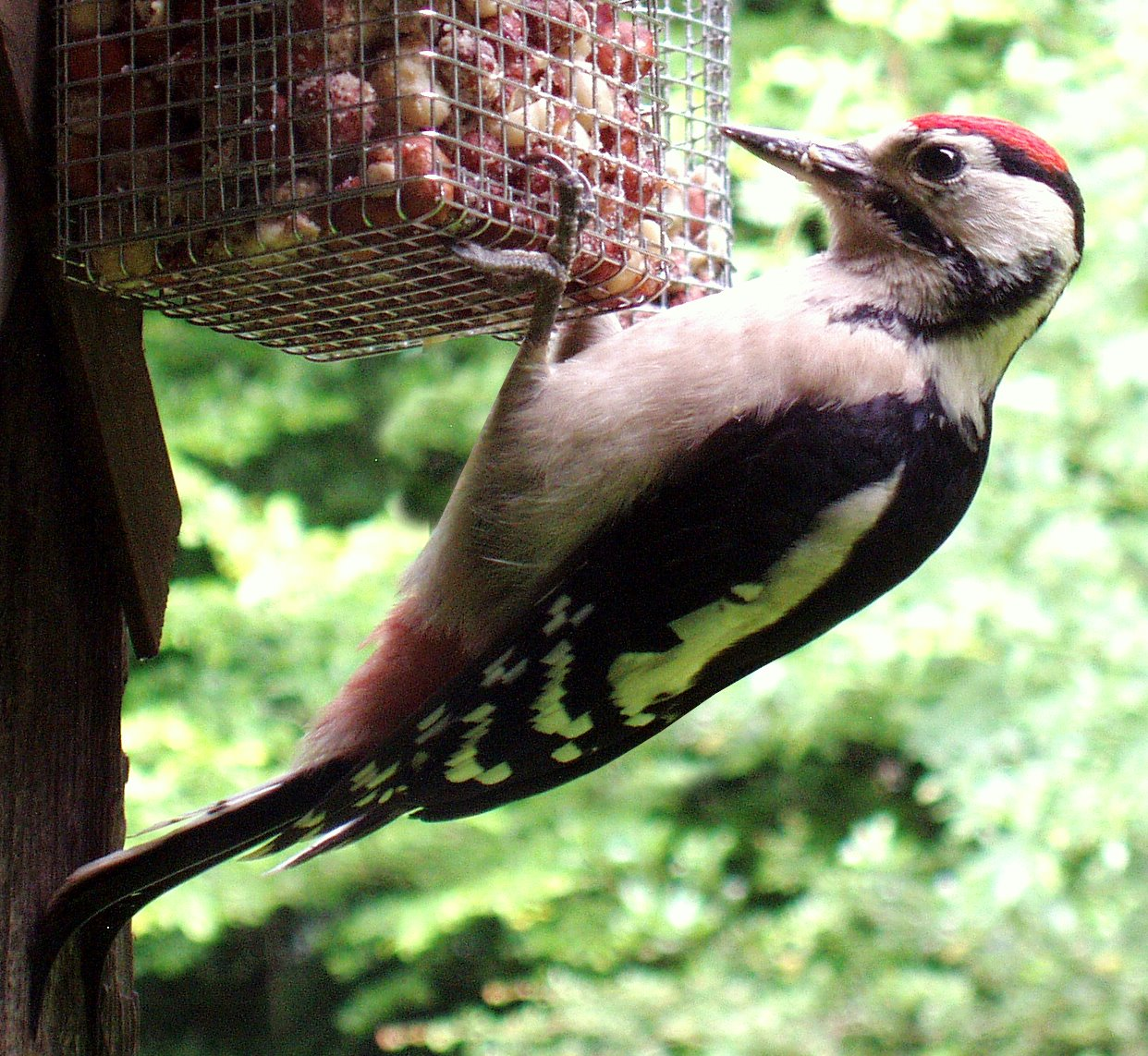
De juveniel kan worden verward met een middelste bonte specht

Zowel mannelijk als vrouwelijke juvenielen hebben een grote rode kruinvlek en een roze anaalstreek. Hierdoor lijken ze sterk op de middelste bonte specht (Dendrocoptes medius), al heeft deze geen zwart in de kruintekening. De schoudervlekken van een juveniel zijn vaak nog gebandeerd.

### Onderscheid met andere soorten
De naam 'grote bonte specht' dient om de soort te onderscheiden van andere veelvoorkomende 'bonte spechten' in zijn leefgebied. Het verenkleed lijkt sterk op dat van de middelste bonte specht (Dendrocoptes medius) en de kleine bonte specht (Dryobates minor), die beide ook in de Benelux voorkomen. De middelste bonte specht meet 20 tot 22 centimeter en is bij beide geslachten gelijk. Hij onderscheidt zich van de grote bonte specht door een grote rode koptekening, een zwarte koptekening die niet tot in de nek en de snavel doorloopt en bredere en halfronde witte schoudervlekken boven op de vleugels. De kleine bonte specht is met 14 tot 16 centimeter aanzienlijk kleiner dan de grote bonte specht. Bovendien mist hij de rode anaalstreek en loopt de zwarte baardstreep niet door tot in de nek. De rug is in tegenstelling tot de grote en middelste bonte specht gebandeerd. Het vrouwtje mist de rode koptekening en is derhalve geheel zwart-wit gekleurd.
De grote bonte specht is moeilijker te onderscheiden van veel andere Dendrocopos-soorten. Dit zijn bijvoorbeeld de Syrische bonte specht (Dendrocopos syriacus) en de grotere witrugspecht (Dendrocopos leucotos), die allebei in Europa voorkomen. Bij deze soorten loopt de zwarte baardstreep echter niet door tot in de nek. Het mannetje van de witrugspecht heeft bovendien een rode koptekening die tot het voorhoofd loopt. De in het westen van Azië levende witvleugelspecht (Dendrocopos leucopterus) heeft een licht afwijkende koptekening, maar heeft grote witte schoudervlekken op de vleugels.

Gelijkende sympatrische soorten
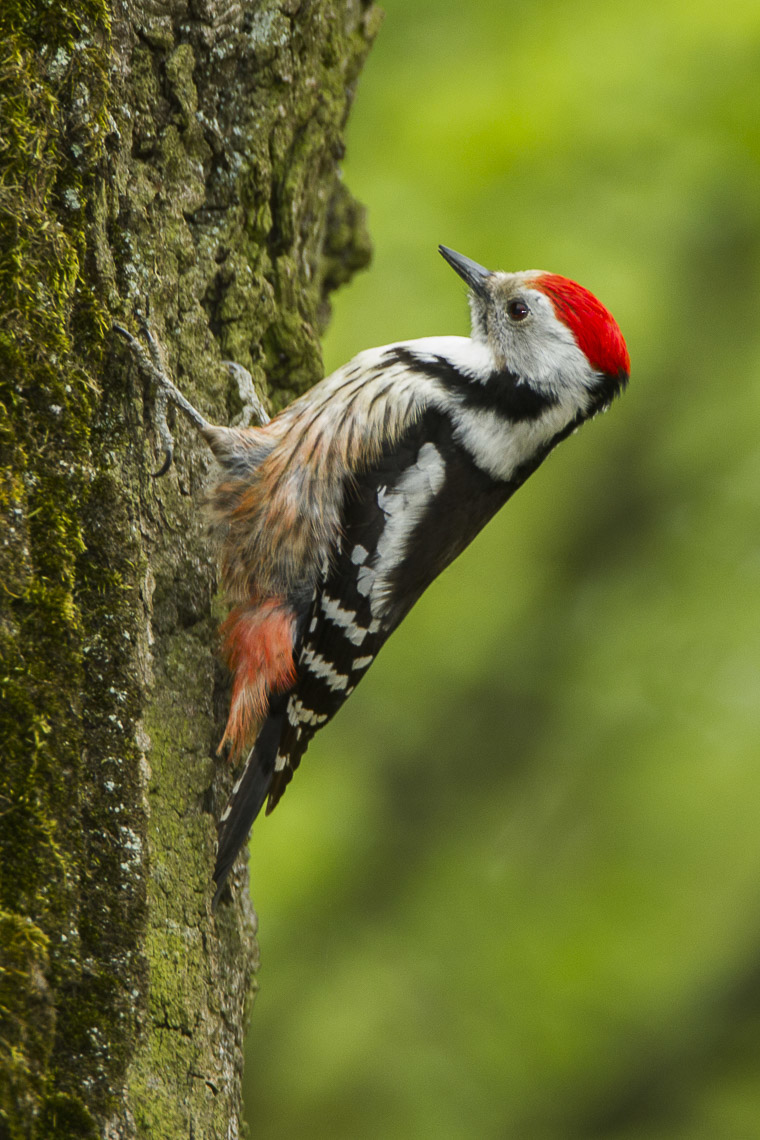
Middelste bonte specht ♂♀
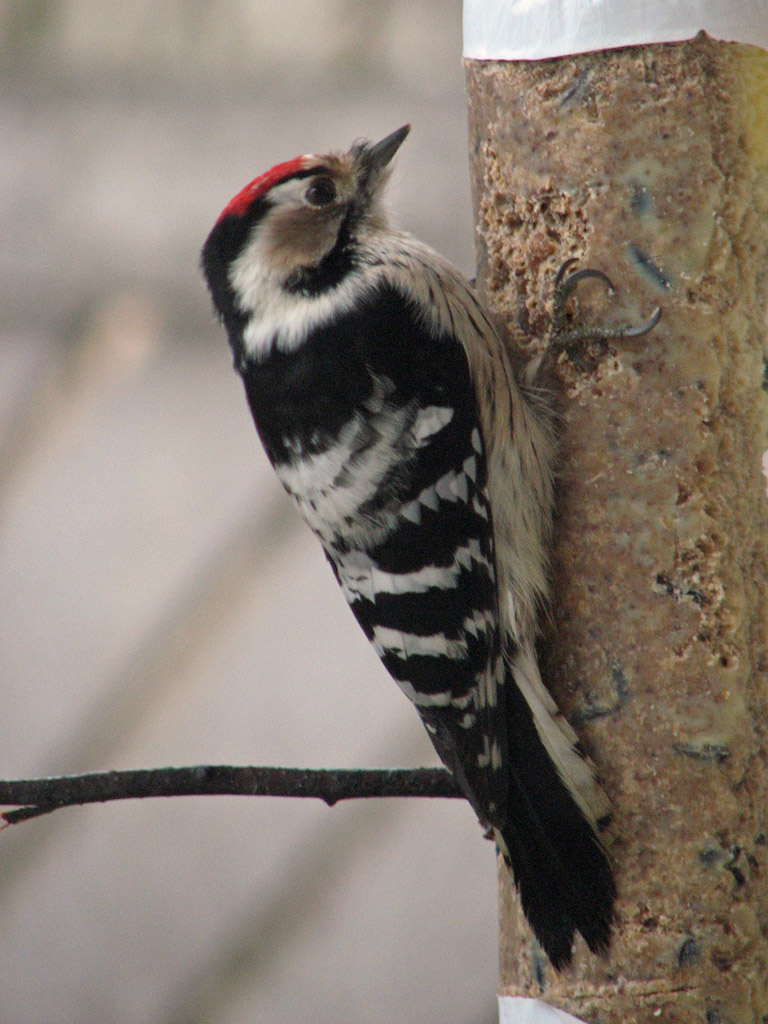
Kleine bonte specht ♂
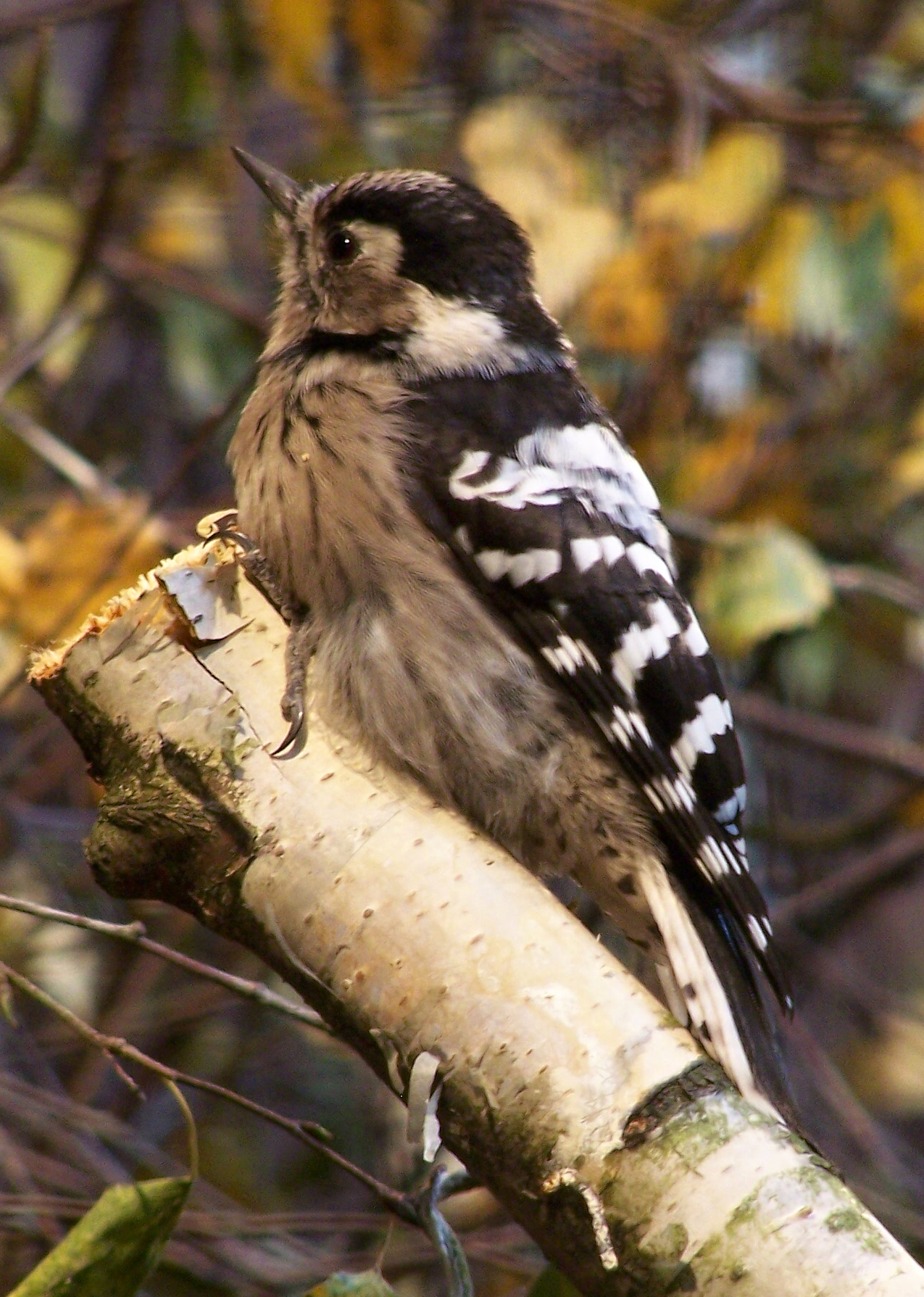
Kleine bonte specht ♀
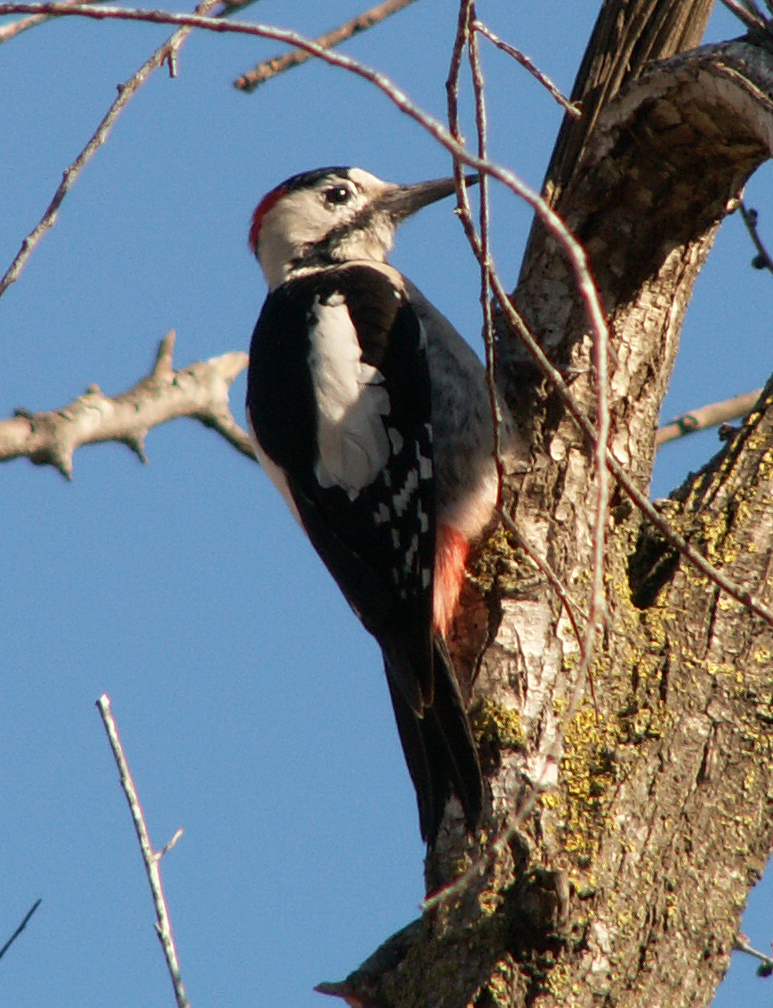
Syrische bonte specht ♂
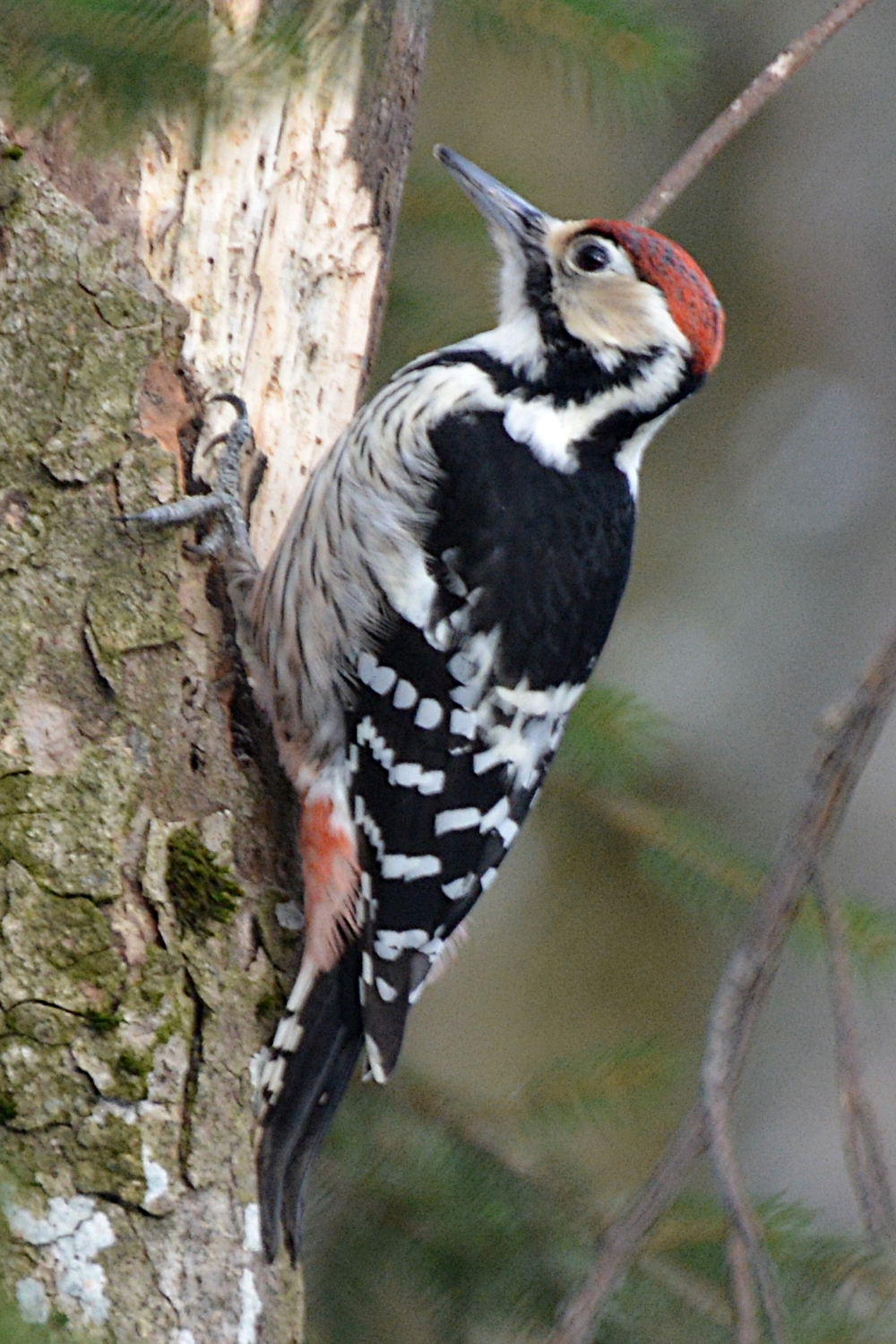
Witrugspecht ♂
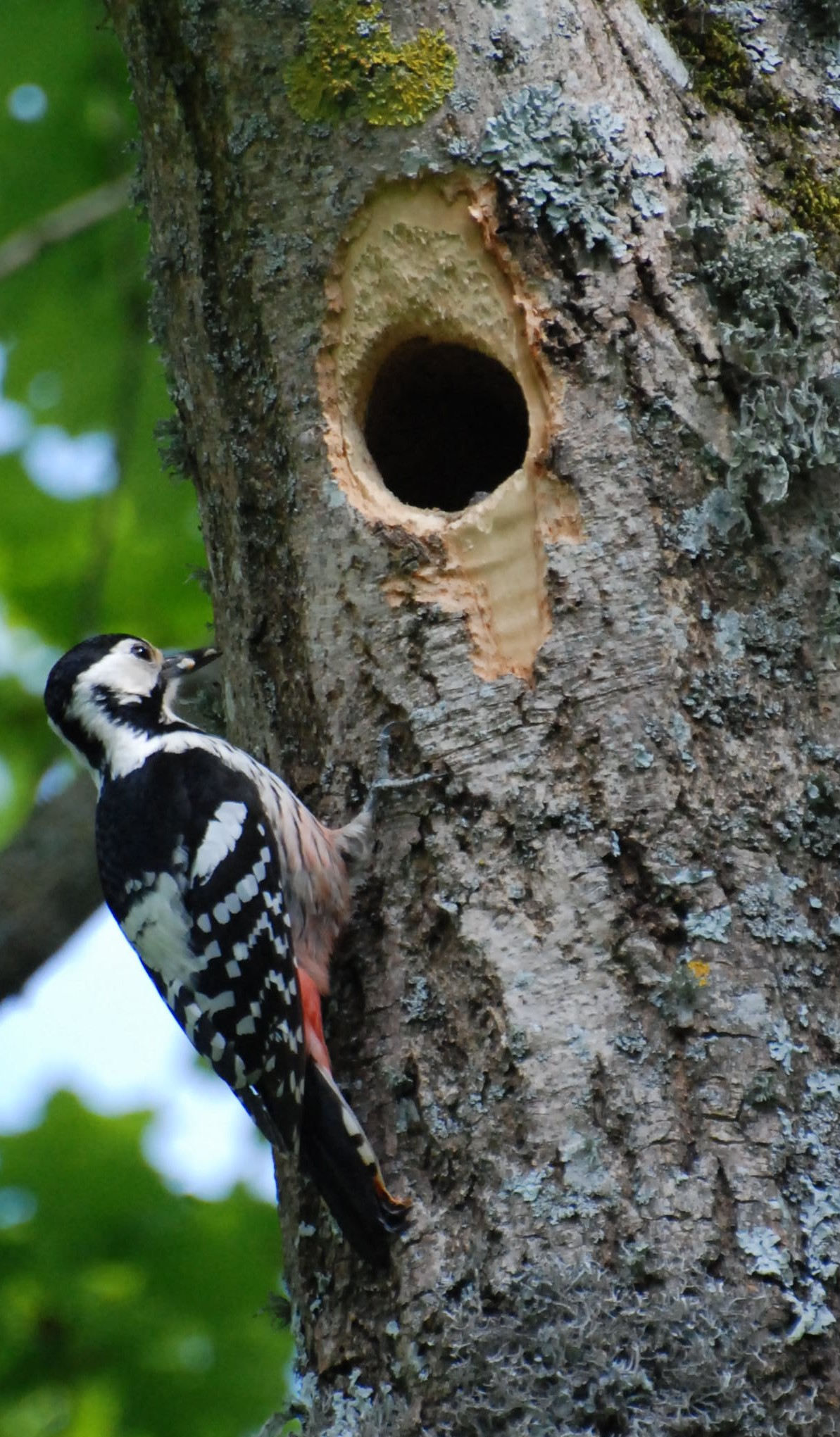
Witrugspecht ♀

## Gedrag en levenswijze

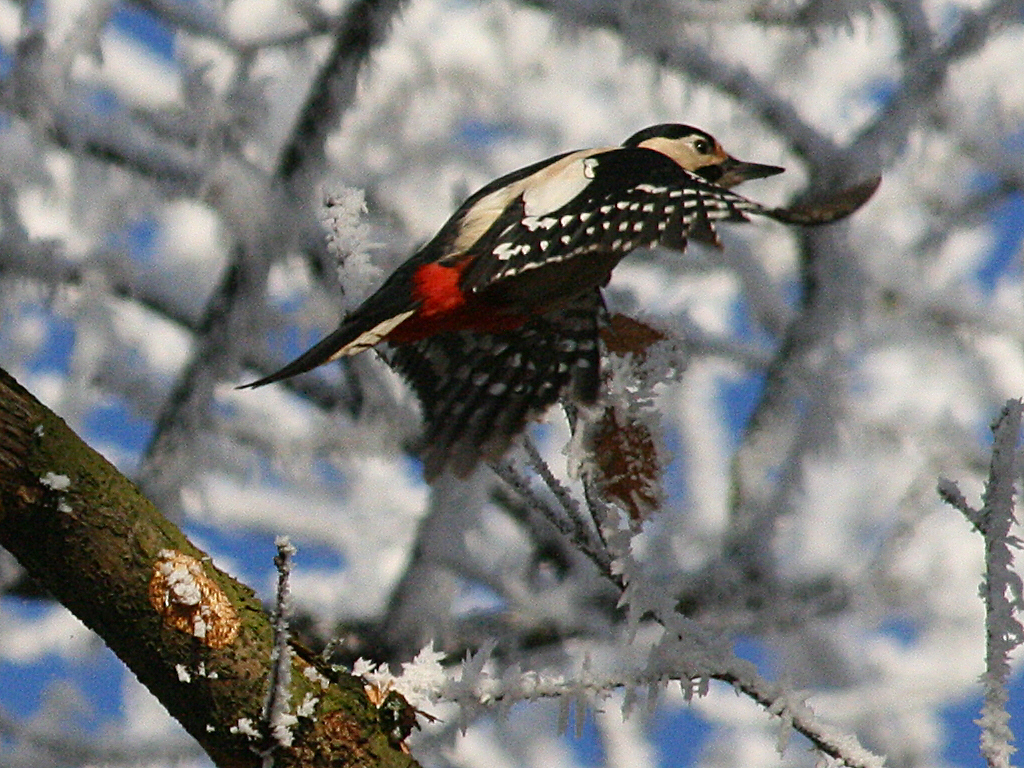
Grote bonte specht (♀) in de vlucht

Ondanks het bonte, contrastrijke verenkleed is de grote bonte specht een relatief onopvallende vogel. Hij is zeer flexibel qua voeding en leefgebied en komt derhalve voor in allerlei typen biotopen met struiken of bomen. Hier speurt hij van beneden naar boven stammen af naar voedsel. De bewegingen van een grote bonte specht zijn schokkerig. Tijdens het klimmen maakt hij kleine sprongetjes, waarbij hij zich met een poot afzet en met de andere neerkomt. Soms zit hij als een zangvogel rechtop op een tak. De vlucht is typisch en sterk golvend.

### Voedsel
De grote bonte specht is een veelzijdige opportunist, waardoor het hoofdvoedsel per leefgebied sterk kan variëren. Hij eet in de warmere periodes voornamelijk dierlijk voedsel, zoals insecten en hun larven en poppen. De specht foerageert van beneden naar boven op de boomstam, waarbij hij de bast beklopt om door insecten gegraven tunnels te vinden. De specht hakt een tunnel open en vangt de prooidieren met de punt van zijn kleverige tong. De grote bonte specht voedt zich ook met kleine gewervelden. Hij kraakt bijvoorbeeld nesten van zangvogels of kleinere spechtensoorten open om zich te voeden met de eieren of de kuikens. In de winter voedt de grote bonte specht zich vooral met plantaardig voedsel. Zaden van naaldbomen beslaan dan het grootste deel van zijn dieet. Hiervoor klemt de specht de kegelvrucht in een zogenaamde 'spechtensmidse', om vervolgens de zaden er uit te hakken. Naast zaden eet de grote bonte specht beukennootjes, eikels, noten, bessen en hars. Ook bezoekt hij regelmatig voedertafels, ook in stedelijk gebied.

### Communicatie
De contactroep van de grote bonte specht is een luid metaalachtig kiek. Soms herhaalt hij deze twee of meerdere keren, ongeveer eens per seconde. Bij opwinding wordt de roep sneller herhaald of laat hij een tjet-tjet-tjet horen. De alarmroep is een luid kre-kre-kre.
De grote bonte specht roffelt als afbakening van het territorium, waarbij het mannetje aanzienlijk vaker roffelt dan het vrouwtje. Het mannetje gebruikt tijdens de paartijd zijn roffel ook om een vrouwtje te lokken. De roffel op een stam of tak is, afhankelijk van de wind en de toestand van het hout, op grote afstand te horen. De grote bonte specht gebruikt hiervoor vaker dood hout dan andere spechtensoorten in zijn leefgebied en de roffel is korter en sneller. Een roffel duurt een tot twee seconden en bestaat uit tien tot zestien slagen per seconde, die net voor het einde worden versneld. Tijdens de paartijd en het broedseizoen roffelt de grote bonte specht vaker en langer.

## Voortplanting

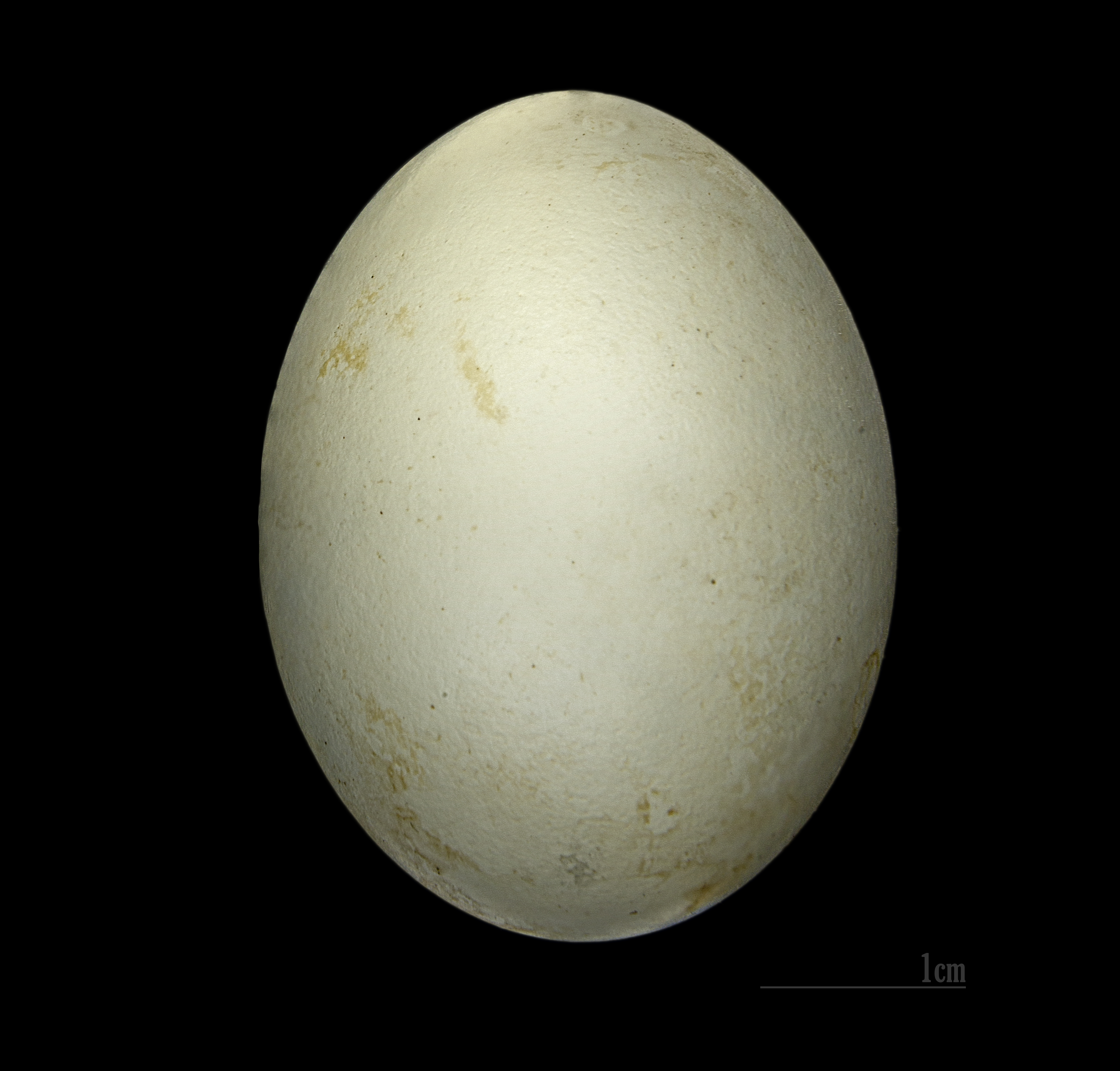
Ei van de grote bonte specht

Net als alle spechten is de grote bonte specht een holenbroeder. De nestholte wordt aan het einde van een kalenderjaar door het mannetje uitgehakt in een zachtere houtsoort van een volgroeide boom. Hij vertoont geen voorkeur voor een bepaalde boomsoort en maakt het nest in zowel naald- als loofbomen. Ook oude nestholtes worden soms gebruikt, al nestelt de grote bonte specht nooit in een nestkast. De nestholte is doorgaans vijftien tot dertig centimeter diep en heeft een met houtsnippers beklede bodem.
Wanneer een mannetje rond december een nieuwe nestholte heeft uitgehakt of een oude heeft uitgekozen, begint hij met zijn geroffel dat dient als hofmakerij. Als een vrouwtje in het territorium deze roffel beantwoordt, volgt er verder baltsgedrag. Deze omvat onder andere dreigende bewegingen, zoals het opzetten van de kopveren.

### Broedsel
In april en mei worden vier tot zeven crème-witte eieren gelegd, die in elf tot dertien dagen worden uitgebroed. De jongen worden drie tot vier weken door beide ouders gevoerd, alvorens ze uitvliegen. In de tweede helft van deze periode is dit nest eenvoudig te ontdekken, daar de jongen dicht bij het vlieggat continu om de ouders roepen. Ze laten een lawaaierig vie-vie-vie, gee-gee-gee en diverse zoemende geluiden horen. Wanneer ze worden verschrikt zullen ze echter snel weer terug in hun hol duiken. Een aantal vogels zijn nestconcurrenten van de grote bonte specht, zoals uilen en kauwen. In Nederland worden nestholtes van de grote bonte specht regelmatig veroverd door de halsbandparkiet, een exoot die als ontsnapte kooivogel zich hier heeft gevestigd.

## Verspreiding en leefgebied
Het verspreidingsgebied van de grote bonte specht beslaat een groot deel van Europa en Noord en Oost-Azië. Ook komt hij in delen van het Midden-Oosten voor en in enkele in Noord-Afrika gelegen gebieden langs de Middellandse Zee. Met uitzondering van de koudere gebieden is de grote bonte specht in vrijwel zijn gehele verspreidingsgebied een standvogel. Hij is als dwaalgast aangetroffen in Hong Kong, IJsland en Verenigde Staten.

### Habitat
De grote bonte specht behoort tot de minst gespecialiseerde spechtensoorten en komt derhalve in alle soorten biotopen voor, zoals open en dichte loof- en naaldbossen, parken en boomgaarden. Hij geeft de voorkeur aan bossen met veel oud en dood hout. Hiertoe behoren naald- en loofbossen, maar ook allerlei cultuurlandschappen, zelfs in parken in grote steden. Oude loofbossen bevatten de grootste populatiedichtheden.

### Beschermingsstatus
De grote bonte specht is de meest wijdverspreide spechtensoort en het aantal neemt steeds meer toe. Dankzij de omvang van het verspreidingsgebied en de grote populatiedichtheid staat de grote bonte specht als 'niet bedreigd' (LC of 'Least Concern') op de Rode Lijst van de IUCN.

## Taxonomie

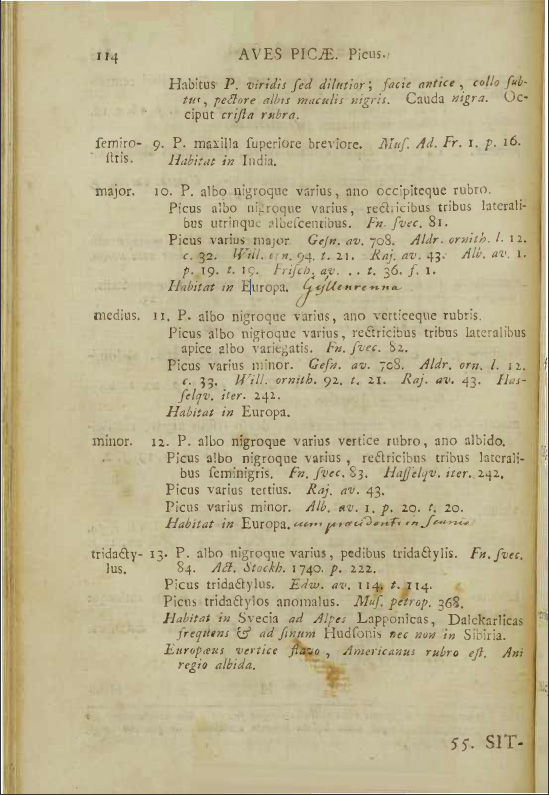
Publicatie van de naam Picus major in Carl Linnaeus' Systema naturae

De wetenschappelijke naam van de soort werd in 1758 als Picus major gepubliceerd door Carl Linnaeus. De naam major is Latijn voor 'groter' of 'de grotere'. Linnaeus verwees voor de afbeeldingen en eerdere beschrijvingen waarop hij de naam baseerde naar Conrad Gesner, Ulisse Aldrovandi, Francis Willughby, John Ray, Eleazar Albin en Johann Leonhard Frisch. Carl Ludwig Koch plaatste de grote bonte specht in 1816 in het nieuwe geslacht Dendrocopos.
Er worden 24 ondersoorten onderscheiden:
- D. m. major: van Scandinavië en noordoostelijk Polen tot westelijk Siberië.
- D. m. brevirostris: van westelijk tot oostelijk Siberië, noordoostelijk China en noordelijk Mongolië
- D. m. kamtschaticus: Kamtsjatka in oostelijk Siberië
- D. m. anglicus: Groot-Brittannië
- D. m. pinetorum: centraal Europa
- D. m. parroti: Corsica
- D. m. harterti: Sardinië
- D. m. italiae: Italië, Sicilië en westelijk Slovenië
- D. m. hispanus: het Iberisch Schiereiland
- D. m. canariensis: Tenerife op de Canarische Eilanden
- D. m. thanneri: Gran Canaria
- D. m. mauritanus: Marokko
- D. m. numidus: noordelijk Algerije en Tunesië
- D. m. candidus: van Roemenië en zuidelijk Oekraïne tot Griekenland
- D. m. paphlagoniae: noordelijk Turkije
- D. m. tenuirostris: de Kaukasus
- D. m. poelzami: zuidoostelijk Azerbeidzjan, noordelijk Iran en zuidwestelijk Turkmenistan
- D. m. japonicus: zuidoostelijk Siberië, noordoostelijk China, Korea en noordelijk en centraal Japan
- D. m. wulashanicus: noordelijk China
- D. m. cabanisi: oostelijk China
- D. m. beicki: centraal China
- D. m. mandarinus: van zuidelijk China en oostelijk Myanmar tot noordelijk Laos en noordelijk Vietnam
- D. m. stresemanni: noordoostelijk India, noordoostelijk Myanmar en zuidelijk China
- D. m. hainanus: Hainan

oostelijke vaalborstspecht (D. analis) ·
tamariskspecht (D. assimilis) ·
streepborstspecht (D. atratus) ·
darjeelingspecht (D. darjellensis) ·
himalayaspecht (D. himalayensis) ·
bruinkeelspecht (D. hyperythrus) ·
witvleugelspecht (D. leucopterus) ·
witrugspecht (D. leucotos) ·
vaalborstspecht (D. macei) ·
grote bonte specht (D. major) ·
okinawaspecht (D. noguchii) ·
Syrische bonte specht (D. syriacus)
grote bonte specht (Dendrocopos major) ·
middelste bonte specht (Dendrocoptes medius) ·
kleine bonte specht (Dryobates minor) ·
zwarte specht (Dryocopus martius) ·
groene specht (Picus viridis) ·
grijskopspecht (Picus canus)* ·
draaihals (Jynx torquilla)